# Psara minoralis
Psara minoralis là một loài bướm đêm trong họ Crambidae.